# Cultura di Arbon

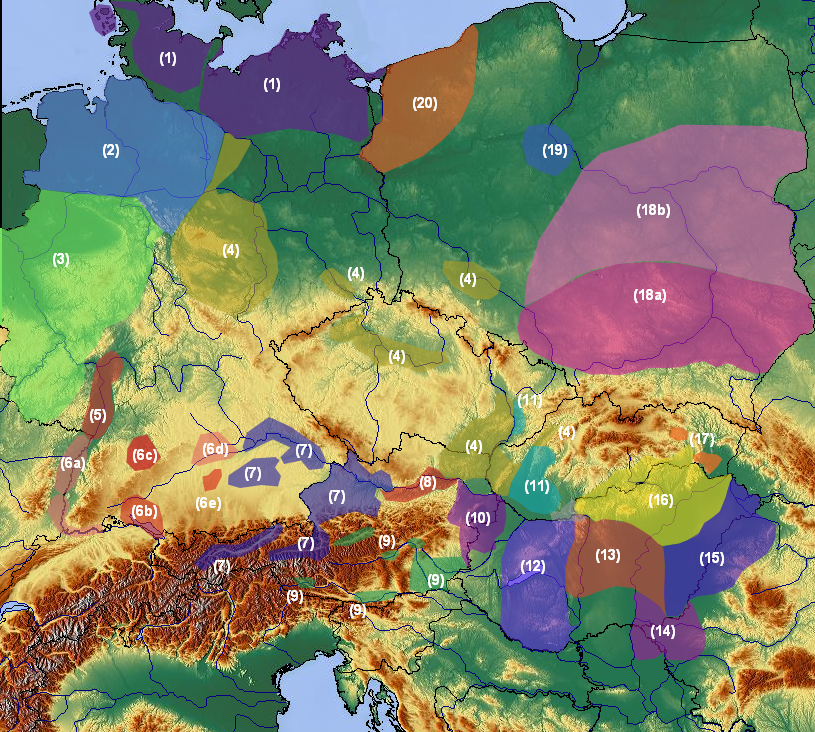
L'Europa centrale fra la fine del III e l'inizio del II millennio a.C..

La cultura di Arbon era una cultura dell'antica età del bronzo (1800-1600 a.C. circa) che occupava parte della Germania meridionale e della Svizzera. Prende il nome dalla località di Arbon.

## Caratteristiche
Gli insediamenti erano sia protetti da grandi palizzate che aperti o delimitati da piccoli recinti. Particolarmente conosciuto è l'insediamento di Bodman-Schachen, nel circondario di Costanza, composto inizialmente da circa una decina di case di dimensioni variabili dai 25 ai 30 metri quadrati, poi ingranditesi nel tempo.
L'economia si basava sulla coltivazione del farro e dell'orzo e sulla raccolta di frutti selvatici quali le more, nocciole, prugne, mele, fragole selvatiche e il sambuco che veniva utilizzato anche per la tintura dei vestiti. L'allevamento di vari animali quali suini, bovini e ovini e la caccia completavano l'economia di sussistenza.
Gli strumenti da lavoro e le armi erano sia in pietra che in rame, o più raramente in bronzo. Attualmente non si conoscono le usanze funebri in quanto non sono ancora state rinvenute sepolture ascrivibili a questa cultura.
Alcuni oggetti forse associabili al culto sono le cosiddette Brotlaibidole.